# Самая лёгкая лодка в мире
«Самая лёгкая лодка в мире» — повесть советского и российского писателя Юрия Коваля, герой которой строит из бамбука лодку и совершает на ней плавание по северным рекам и озёрам России в компании товарища-фотографа. Повесть имеет биографическую основу и писалась на протяжении восьми лет . Полный вариант повести, частично публиковавшейся в журналах «Мурзилка» (1977) и «Пионер» (1983), впервые вышел в 1984 году . Автором был создан цикл цветных и чёрно-белых рисунков к повести. 
Публикация в «Пионере» была отмечена дипломом имени А. П. Гайдара журнала «Пионер», а книжное издание удостоилось почётного диплома Международного совета по детской книге для писателей (1988). По повести созданы аудиокниги, поставлен музыкальный спектакль .

## Сюжет
Действие первой части начинается в Москве. Рассказчик (в повести он не назван по имени) с детства мечтает стать «морским волком», и однажды ему приходит в голову мысль построить «самую лёгкую лодку в мире», которую можно будет поднять «одной левой», и отправиться на ней в плавание. Он обсуждает эти планы со своим другом художником Орловым в мастерской у Яузских ворот, и Орлов предлагает использовать в качестве материала для постройки бамбук. С помощью милиционера (и художника-любителя) Шуры главный герой и Орлов зимней ночью берут несколько брёвен бамбука из подвала заброшенного дома, бывшего склада чайной компании «В. Высоцкий и Ко». 

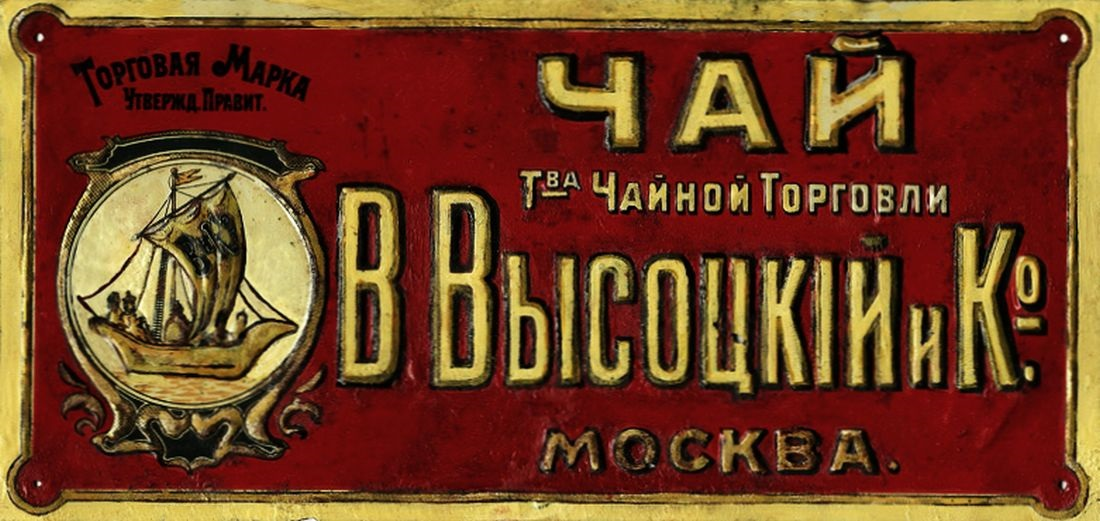
Орлов вытащил из-за пазухи овальную жестянку. Красная краска на ней местами облупилась, проржавела, но хорошо видна была парусная лодка и надпись белым по красному... («Самая лёгкая лодка в мире», ч. 1, гл. IV)

Однако затем проходят недели, а брёвна лежат без дела в мастерской Орлова. Наконец, в журнале «Рыбоводство» герой видит интервью с писателем-путешественником, встречается с ним, и писатель знакомит его с мастером по изготовлению лодок. Мастер, живущий в Кашире, делает из бамбука лёгкую складную лодку, которая обтягивается серебристой тканью. Герой обсуждает будущее путешествие с Орловым и его приятелями — милиционером-художником, Петюшкой Собаковским и Кларой Курбе. После обсуждения «самого лёгкого» названия для лодки герой решает дать ей имя «Одуванчик». Орлов отказывается плыть на лодке, предлагая взять вместо себя фотографа Глазкова. На прощальную встречу перед отплытием Клара приносит торт в форме розы, и компания решает, что капитаном в плавании должен быть именно фотограф.

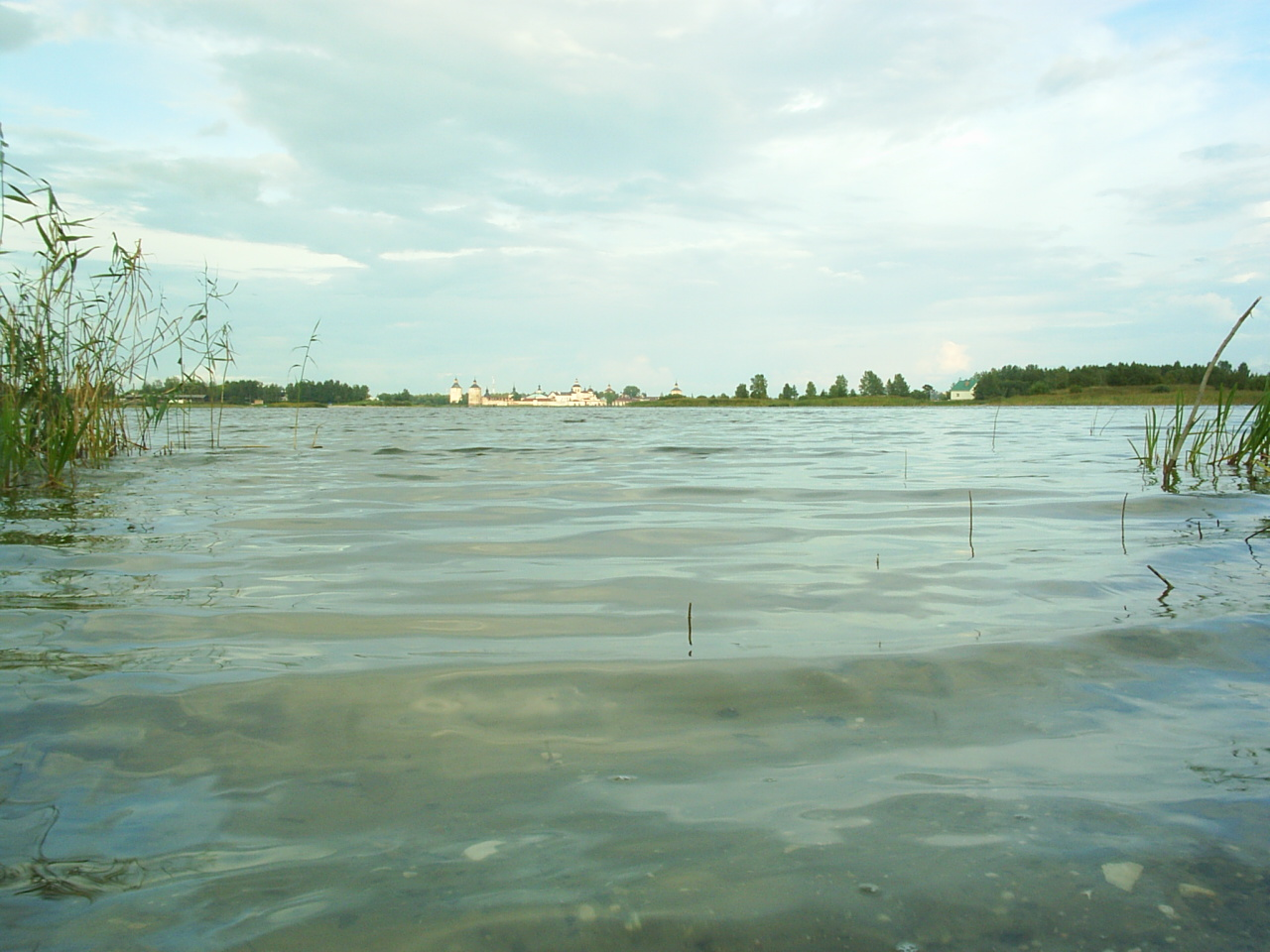
Капитан облазил заросли и нашёл заливчик, где можно было спустить «Одуванчик» на воду. («Самая лёгкая лодка в мире», ч. 2, гл. II)

Во второй части описывается путешествие героев, которое происходит «на исходе лета». На поезде они добираются до окрестностей Сиверского озера, где собирают «Одуванчик» и спускают его на воду. На другом берегу они встречаются с электромонтёром Натолием и его сыном Пашкой, от которых узнают, что за Сиверским озером находится не только Багровое озеро, которое и было целью их путешествия, но ещё два озера, Илистое и Покойное. Пашка также рассказывает им про то, что в озёрах живут бесы и трёхголовое чудище по имени Папашка, а в Покойном — покойники. На следующий день по полузаросшей протоке («макарке») герои доплывают до Багрового озера, где ловят окуней. Заблудившись, они встречают пастуха деда Аверьяна, у которого оказывается летающая голова, которая может отделяться от тела и путешествовать самостоятельно. Далее герои приплывают к деревне Коровиха, где живёт Кузя, кум деда Авери. 
Переночевав у кума, герои продолжают путь и останавливаются на Илистом озере, где лодка получает пробоину. Наутро оказывается, что островок посреди озера исчез, и герои решают, что это был хребет Папашки. Они плывут дальше и внезапно встречают на берегу художника Орлова рядом с домом шурина кума Кузи. Орлов утверждает, что они с Кларой решили догнать путешественников, хотя капитан-фотограф считает, что на самом деле Орлов и Клара — это две преобразовавшиеся головы Папашки. Главный герой разрывается между желанием продолжить плавание и внезапно завязавшимися отношениями с Кларой; кроме того, Орлов предлагает ему плыть дальше с ним, а не с капитаном. В результате ночью герой плывёт на «Одуванчике» в сторону Покойного озера один, и становится свидетелем разговора трёх старинных лодок-ладей — с лебяжьей, рысьей и карпьей головами. Утром река приносит его обратно к дому шурина. В результате в «Одуванчик» к герою садятся и Орлов, и капитан-фотограф, и Клара, но дальнейшая судьба путешественников остаётся неизвестной.

## История создания
В интервью Ирине Скуридиной (Волковой) в 1995 году Юрий Коваль упоминает, что писал повесть «много довольно лет»: «Как „Недопёска“ я восемь лет писал, так примерно восемь лет писал я и „Лодку“». Наряду с «Суером-Выером» он оценил её как «важнейшую вещь»: «Очень сложная. Очень сложная в письме. Дикое количество времени. Это не залпом было написано».

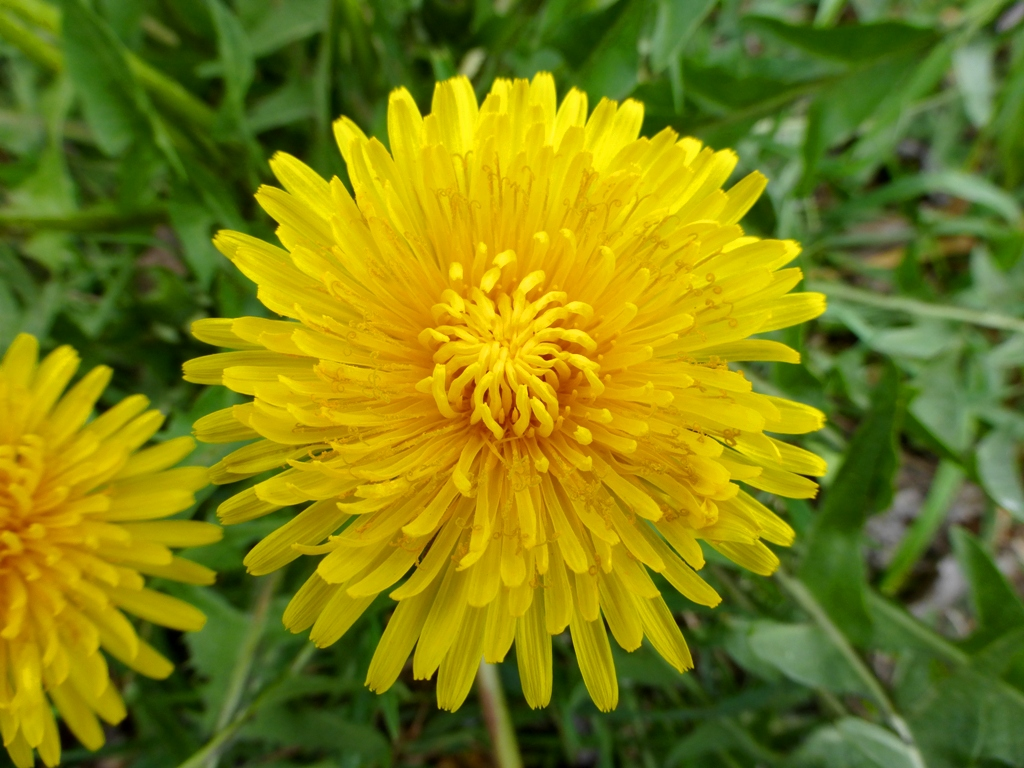
Одуванчик — самое простое, что есть на земле. В небе — воробей, в реке — пескарь, на лугу — одуванчик. («Самая лёгкая лодка в мире», ч. 1, гл. XVII)

Первый вариант повести под названием «Плавание на „Одуванчике“» был опубликован в нескольких номерах журнала «Мурзилка» в 1977 году с рисунками автора и фотографиями Виктора Ускова. По объёму первый вариант значительно короче финального (он заканчивается на посещении героями Илистого озера), в нём опущены многие детали более поздней версии. Особенностью «Плавания на „Одуванчике“» является то, что там названы реальными именами многие персонажи, которые в финальной версии имеют вымышленные имена: художник — товарищ главного героя Виктор Белов («художник Орлов»), фотограф Виктор Усков («капитан-фотограф» Глазков), писатель Юрий Коринец («писатель-путешественник»). Главный герой назван Юрой и упоминается, что он «детский писатель». Имеются сцены, не вошедшие в финальный вариант: например, к озеру героев привозит на своей машине писатель Эдуард Успенский, по дороге они заезжают в деревню к художнику Николаю Устинову, а с собой в плавание в редакции журнала берут Мурзилку. Публикация заканчивалась обращением к читателю, в котором говорилось, что полностью книжка уже скоро выйдет в издательстве «Детская литература» и так и будет называться «Плавание на „Одуванчике“».
В 1979 году две главы из повести, «Писатель-путешественник» и «Отрезанная голова Белова», были опубликованы в журнале «Крокодил», в специальном выпуске «Крокодил Гена», посвящённом Международному году ребёнка. В этой публикации повесть уже называлась «Самая лёгкая лодка в мире», хотя друг главного героя ещё носил фамилию Белов. Писатель Руслан Киреев так вспоминал о выпуске этого номера:

Особенно хотелось видеть на страницах журнала Юрия Коваля, книги которого я с упоением читал вслух своим девчонкам. (…) К Ковалю меня привел художник Саша Семёнов. Хозяин напоил нас чаем, усадил на диван, сам за столом устроился и стал читать — прямо-таки как в старые добрые времена. То были главы новой повести «Самая лёгкая лодка в мире» — одну из них мы и напечатали в том злосчастном безыдейном номере. Тонкая, озорная, артистичная проза — как и он сам, в джинсах, в грубом, домашней вязки свитере…

Сходным образом вспоминал о встрече с Ковалём в 1978 году Андрей Битов:

Именно тогда он сочинял «Самую лёгкую лодку в мире». И поскольку он её сочинял, на нем был такой хемингуёвый свитер и трубка капитанская. В общем, когда он вставал из-за стола, он становился капитаном той лодки, и в этой лёгкой лодке уже плыл.

10 января 1980 года на совещании Творческого объединения детских и юношеских писателей состоялось обсуждение повести «Самая лёгкая лодка в мире»; заседание вёл Яков Аким. В обсуждении приняли участие Н. Богданов, В. Бороздин, М. Вехова, Р. Достян, С. Иванов, М. Прилежаева и другие, «отметившие творческий успех автора».

В нашей тогдашней коммуналке мы с Гришей Кружковым вырываем друг у друга журнал и шёпотом, чтоб не разбудить младшего, восклицаем: «Гениально! Ге-ни-аль-но!» Повесть печатается в четырёх номерах, и каждый раз, глядя на уже знакомый поплавок-фонарик и нездешние буквы заголовка, мы дружно переводим дух. Но как это пропустили? Как — прорвалось?

В конце года Ковалю за повесть был присуждён диплом имени А. П. Гайдара журнала «Пионер».
Полностью повесть опубликована отдельным изданием в 1984 году в издательстве «Молодая гвардия» в одноимённом сборнике прозы Коваля, с рисунками автора и предисловием Арсения Тарковского. По словам Коваля, в издательстве его «очень поддержала Мадлена Катаева, которой „Лодка“ понравилась»: «Она меня очень поддержала, сразу ее приняла, захотела издавать и почти не редактировала. Отредактировала там одну только фразу, и то, можно сказать, выкинула не она, а цензура». (Речь идёт о фразе из рассказа «От Красных ворот» о «двух важнейших скульптурах нашего времени» в здании МГПИ.)
После выхода книги был опубликован ряд рецензий на неё, в том числе в журналах «Юность», «Детская литература», «Литературное обозрение». В 1986 году сборник «Самая лёгкая лодка в мире» 1984 года был удостоен «Андерсеновского диплома» — почётного диплома Международного совета по детской книге для писателей.
При жизни автора повесть переиздавалась лишь однажды, в 1993 году в издательстве «Книжная палата» в авторском сборнике «Опасайтесь лысых и усатых», вторую часть которого составили рассказы и фрагмент романа (пергамента) «Суер-Выер». Поскольку предисловие Арсения Тарковского относилось только к повести, Коваль попросил своего друга-издателя Вячеслава Кабанова «для равновесия» написать краткое предисловие ко второй части, что тот и сделал.
Впоследствии повесть неоднократно переиздавалась в составе сборников прозы Юрия Коваля.

## Автобиографическая основа
В интервью Владимиру Мартынову 1995 года Юрий Коваль говорил о событиях, описанных в повести:

Конечно же, всё это правда. Конечно же, я знаю, где Багровое озеро. И лодка эта есть, лежит она у меня на чердаке в моей избушке на Цыпиной горе. И в Ферапонтове я, конечно, бывал, и в Белозерске, и за Белозерском, и по Ковже плавал, и по Шоле, и на Ладоге бывал, и на Валааме бывал дважды. Ездил по России бесконечно.

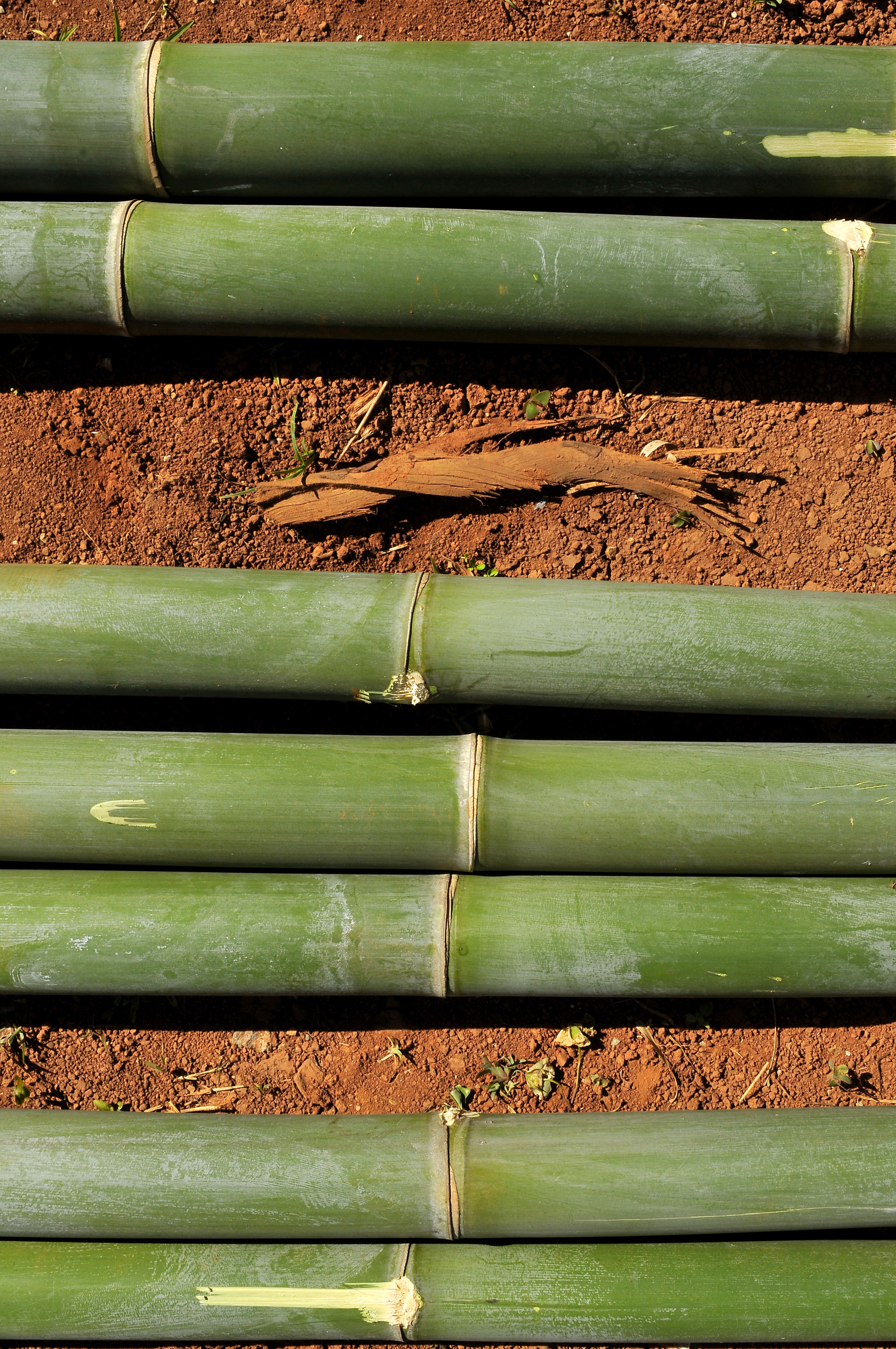
Несколько дней бродил я вокруг бамбука, чистил брёвна, гладил их, измерял. («Самая лёгкая лодка в мире», ч. 1, гл. V)

Эти слова подтверждаются воспоминаниями друзей писателя. Так, фотограф Виктор Усков («капитан-фотограф») пишет о том, что Игорь Соколов, Виктор Белов и Юрий Коваль «купили в складчину дом» на Цыпиной горе, при этом Коваль всё время «исследовал возможности пройти дальше и куда-то еще проехать», а «машины у нас тогда не было, да и дороги были ненадежные, грунтовые»:

Эти навязчивые мысли и привели к зарождению идеи лёгкой лодочки, которую можно было брать с собой — Юра начал вынашивать идею самой лёгкой лодки в мире. Осуществлялась она много лет, и само плавание, конечно, происходило не в один раз, было несколько путешествий.

Когда лодка была построена, Эдуард Успенский отвёз Коваля и Ускова к Коровьему заливу, а затем «всё было точно так, как описано в книжке — стояли коровы, мы между ними выплыли. Так началось наше путешествие». Всего на лодке, так и называвшейся «Одуванчик», было совершего три больших поездки, в том числе в верховья впадающих в озёра речушек, по которым «никто никогда не сплавлялся»:

Нам открывались какие-то деревни. Иногда в них был один житель или вообще никто не жил. Переночевав, двигались дальше. Вот это было настоящим открытием, потому что мы попадали в такие места, куда люди с трудом добирались по дороге.

На номере журнала «Пионер», в котором была начата публикация повести, Коваль написал посвящение Ускову: «Великому капитану-фотографу».
Впоследствии лодка («каркас знаменитой бамбуковой лодки») находилась в избе на Цыпиной Горе, тогда как «оболочку лодки торжественно сожгли в 99-м году, когда она пришла в негодность». Каркас лодки экспонировался на выставках, в том числе на выставке «Ковалиная река» в Биологическом музее им. К. Тимирязева в 2015 году.
Эдуард Успенский вспоминал о том, как Юрий Коваль во время работы над повестью просил «отвезти его с этой лодкой, с Сашей Дорофеевым и с фотографом Усковым к Кирилло-Белозерскому монастырю, куда-то под Кострому». Художник Николай Устинов, визит к которому отражён в раннем варианте повести «Плавание на „Одуванчике“», также сообщает, что Коваль с друзьями трижды бывал в его доме под Переславлем-Залесским «по дороге в своё северное село под Вологдой», причём «первые два раза их вёз туда на своей машине Эдуард Успенский, мой сосед по деревне»:

В журнальном, мурзильском варианте повести «Самая легкая лодка в мире» Юра этот визит описал, называя настоящие имена, — как они глубокой холодной ночью постучались в мое освещённое окошко, как я поднял от рисунка глаза и улыбнулся — но не им, а своему отражению, как потом различил в темноте их и возликовал, и как Юра грелся в моих валенках…

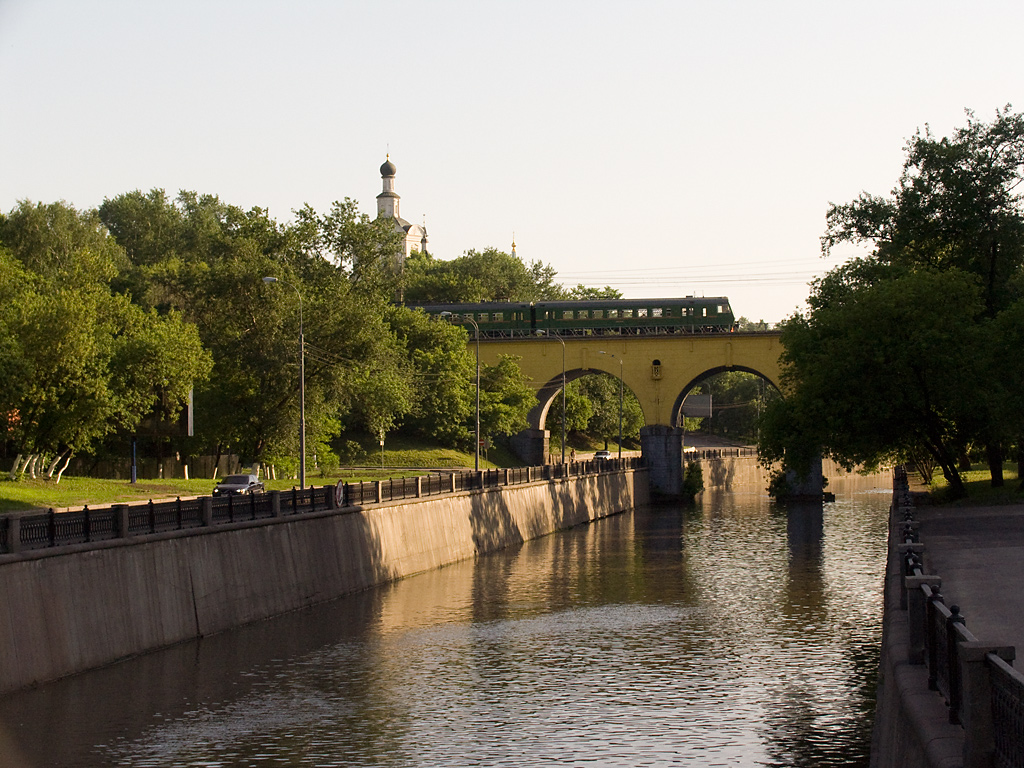
Далеко внизу, за чугунной решёткой, текла речка Яуза, окованная в гранит. («Самая лёгкая лодка в мире», ч. 1, гл. XVIII)

По мнению Виктора Белова («художник Орлов»), который делил с Ковалём одну мастерскую в Москве, в «Самой лёгкой лодке в мире» «довольно буквально описаны Москва, Серебрянический переулок, 70-е годы». Так, Коваль действительно снимал на старой Абельмановке комнату у «Петровича»: «Сам Петрович там не жил, он приходил только выпить и получить деньги», и в конце концов «Юре стало тяжело от этой зависимости, от этого Петровича-хама, сшибающего трёшки, который за неуплату пытался сжигать его холсты и картины». Идея построить лодку могла возникнуть у Коваля в связи с тем, что несколько из мастерских, в которых он работал, находились на берегах Яузы.
По воспоминаниям Татьяны Бек, «имя и общий колорит» одного из главных героев московской части повести (Петюшка Собаковский) Ковалю предложила она, «к слову рассказав об одном своём однокашнике по университету». Про прототип Клары Курбе она сообщила, что это «известная журналистка, очень манерная женщина… моя знакомая. Я рассказывала, а он с неё списал». Татьяне Бек принадлежит и формулировка «Борьба борьбы с борьбой», вошедшая в текст: «ему так это понравилось, что он просто мне жал руку, и он это вставил, и это, я считаю, не устарело».
Портрет Клары Курбе из рисунков Коваля к повести был частично списан с его жены Натальи Коваль. В дневниковых записях Коваля «Монохроники» сам он вспоминает об этом так:

Конечно, никогда в жизни не нарисовать бы мне Клару Курбе. Но в самый последний момент, когда я оставался без нужного мне портрета, я попросил Наташу попозировать мне. Ни в характере, ни в чертах лица Натальи не видел я ничего общего с Кларой. Взялся рисовать с отчаянья, и вдруг совершенно чудовищное попадание — осталось что-то и от Натальи, а нарисовал я чистейшую Клару Курбе.

## Отзывы
В кратком предисловии к изданию повести в 1984 году Арсений Тарковский пишет о том, что «новая книга Юрия Коваля проникнута свойственным писателю светлым юмором. Я читал её, испытывая восхищение перед ярким и своеобычным дарованием автора». Поэт отмечает, что «Самая лёгкая лодка в мире» — «вещь необычного жанра. В ней есть мечта, в ней есть сказка. А сказка, которая живёт в нас с детства, никогда не умирает».
По словам Юрия Коваля, повесть очень понравилась Белле Ахмадулиной, которая по прочтении сказала ему: «Всю ночь смеялась, как дурак». Она признавалась также, что «не может жить» без прозы Коваля: «Я всё время читаю „Лодку“, всё время читаю „Лодку“. Папашка — это я, самая лёгкая лодка в мире — это я, всё там — это я».
Сам Коваль, любивший творчество Уильяма Сарояна, признавался: «Больше всего люблю его рассказ „Гранатовая роща“. В какой-то мере, моя „Самая лёгкая лодка в мире“ — поклон „Гранатовой роще“».
Обсуждая образную систему рассказа «Кувшин с листобоем», исследовательница творчества Коваля Светлана Веднёва говорит об упоминаемой там мастерской в Серебряническом переулке как о «знаке духовной обители художника»:

…мастерская описана в повести «Самая лёгкая лодка в мире» в той самой функции символического начала: из неё вышли все идеи, давшие жизнь и имя Лодке — «Одуванчик»; здесь истоки Плавания-путешествия; здесь по пять раз заваривают «чая-крепача», а на столе висят «пять старых медных чайников, связанных вместе»; здесь Орлов предлагает распилить бамбуковые брёвна и «понаделать из них кувшинов»…

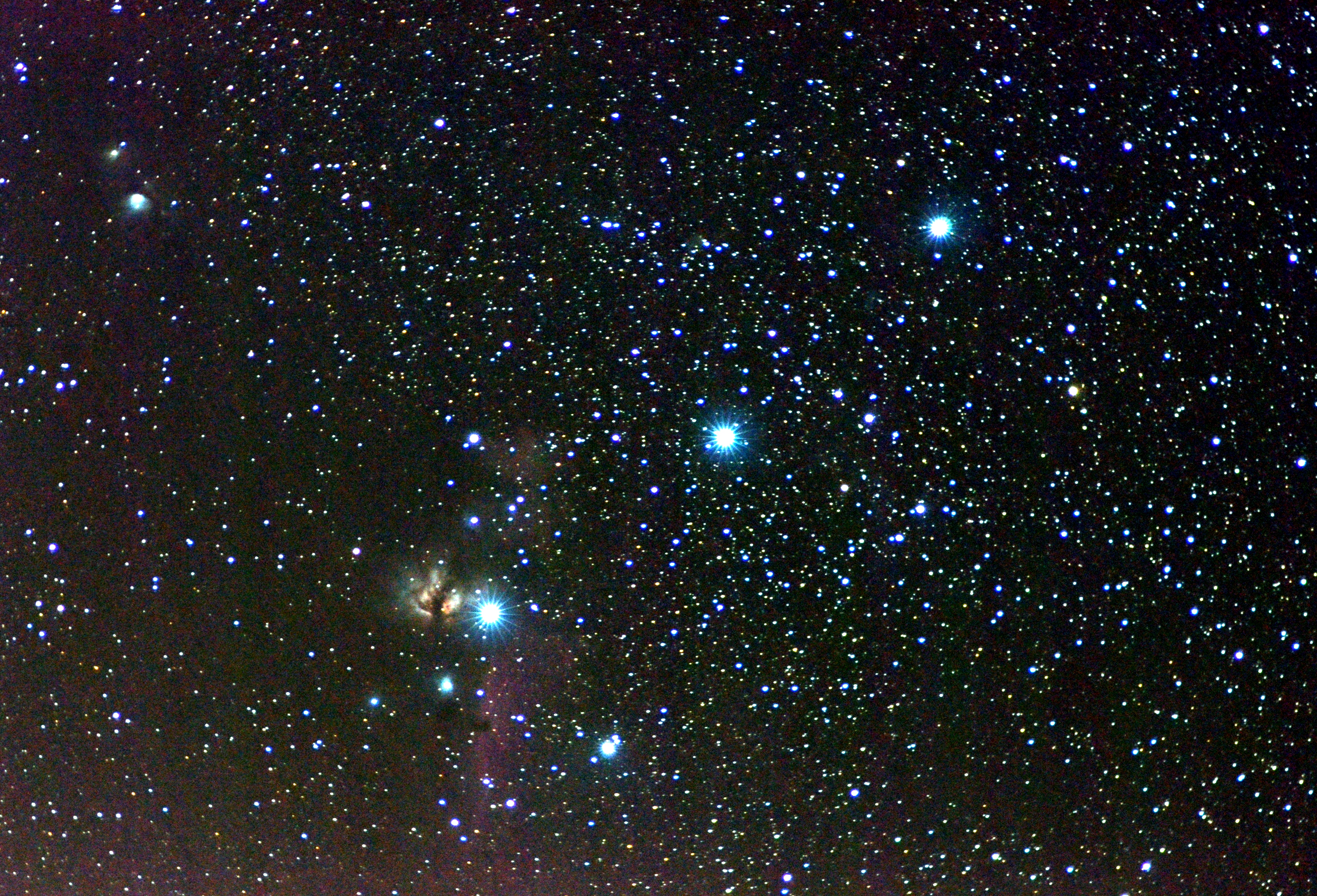
Не знаю отчего, но я всегда радуюсь и волнуюсь, когда увижу созвездье Орион. Мне кажется отчего-то, что созвездье это связано с моей жизнью. («Самая лёгкая лодка в мире», ч. 2, гл. VIII)

Непосредственно в повести «переплетаются мотивы-символы ночи, тумана, неба, Ориона», при этом свет Ориона — это «одухотворяющий свет, выводящий героя из одиночества к людям», и в целом мотив-образ Ориона «проходит через всё творчество» писателя. Отмечая мотив странствия как важный для творчества Коваля в целом, Веднёва пишет о том, что Недопёска автор называет «вечным странником», и «здесь в зародыше и тема „Самой лёгкой лодки в мире“, и „одиссея“ странников „Суера-Выера“». Кроме того, по мнению исследовательницы, «лодка по имени „Одуванчик“ (а впоследствии корабль по имени „Лавр Георгиевич“) из традиционного символа путешествия… превращается в оригинальный образ-символ духовного странствия, своеобразного Ноева ковчега, устремлённого к труднодоступным „макаркам“ и небесному созвездию Орион».
Художник Виктор Белов, друг писателя, говорит о том, что концовка повести оказалась совершенно неожиданной для него: «С одной стороны — любовь к друзьям, и такое душевное одиночество одновременно. Но оказалось, что этим его плавание ещё не окончилось. Коваль перешел на свой последний корабль, фрегат „Лавр Георгиевич“».
В материале 1986 года, написанном на основе интервью с Юрием Ковалём, Слава Тарощина пишет о том, что «книга не только автобиографична, в ней ещё и намечены контуры группового портрета людей, объединенных общими идеями, общими взглядами на жизнь». Финал повести давался писателю с трудом:

По первоначальному замыслу герой, оставив рассорившихся друзей, продолжал путешествие в одиночку. Но финал этот — как бы самому-то доплыть? — долго мучил писателя, противоречил его характеру, мироощущению. Тогда он решил принять на борт своего судёнышка всех, кто пожелает. Потонет лодка или удержится на плаву? И все мы, гребцы, потонем или доплывем?

Таким образом, одна из главных в повести — «мысль о необходимости груза, который должен нести каждый человек. Коваль за тех, кто удерживает или хотя бы старется удержать на плечах, на плаву и друзей, и семью, и общество».
По мнению писателя и критика Дмитрия Быкова, повесть Коваля  — «о лёгких людях, о том, как лёгкий человек путешествует, как он там сам говорит в финале, к Покойному озеру»:

«Самая лёгкая лодка в мире» — это, с одной стороны, дневник странствия, совершенно непритязательный, а с другой — это такая автобиография метафоризированная.

Быков отметил также, что ему самому повесть «нравится больше благодаря своей элегической интонации, лиризму своему замечательному, благодаря каким-то языковым находкам».
Анализ повести занимает значительное место в монографии Ольги Ерёминой, посвящённой «взрослой» прозе Коваля: автор рассматривает творчество писателя «на стыке юнгианской психологии, культурологии и литературоведения». По мнению Ерёминой, «сверхцелью» Коваля в этой повести был «рассказ об опыте собственной души», «тончайшая материя подсознательного — вот та сфера, которую исследует Коваль». Рассказчик проходит в повести три инициации — первичная, возрастная (утверждение маскулинности), связана с получением куска тельняшки и золотого зуба, вторая — это «посвящение в общество ищущих бамбук и строящих лодку», в третьей же инициации герой встречает собственно Лодку в образе Анимы, невесты, Прекрасной Дамы, благодаря чему он осознаёт в себе свою фемининность: «лодка — феминная часть внутреннего мира героя Коваля». Герой создаёт Лодку и придумывает ей имя как Пигмалион создаёт Галатею, при этом Аниму он обретает «не ради неё самой, а для того, чтобы отправиться в путешествие по своему бессознательному». Ещё одной проекцией, «волшебным зеркалом», героя-Анимуса, является капитан-фотограф Глазков, который во время путешествия так и не сделал ни одной фотографии. Во второй части герои сначала встречают в поезде сумасшедшую старуху, представляющую собой образ Бабы-Яги, живущей на границе миров; переправившись же на другой берег Сиверского озера, они оказываются «в ином мире, в царстве мёртвых»: к нему принадлежит и Папашка — «хтоническое существо, из мира тех кто изначально олицетворял дикую природную мощь земли, подземное царство». Цель героев, Багровое озеро, предстаёт как чаша, в поисках которой они должны достичь Замок Грааля. Дед Аверя, в концепции Ерёминой, представляет собой воплощение древнегреческого бога Пана, владеющего окружающим пространством (бугор с тремя соснами). Художник Орлов и Клара, внезапно появляющиеся на пути героев у дома кума Кузи, могут рассматриваться не как живые люди, а как «проекции сознания рассказчика», в том числе Клара — как проекция его Анимы. Путешествие героя ночью по течению реки к Покойному озеру напоминает о путешествии Ёжика в тумане («Пускай река сама несёт меня!»). Финал повести остаётся открытым: в нём «герой вспоминает про Замок Грааля, который ему необходимо отыскать, и, очнувшись от морока скитаний, продолжает путь».
Ерёмина также обращает внимание на то, что разные детали в повести указывают на разное время: по одним признакам это раннее лето (герой не хотел ждать, пока зарастёт протока), по другим — конец лета (последняя фраза повести): это говорит о том, что на самом деле «события происходят вне реального времени, это явления мифического характера, которые проживаются в душе здесь и сейчас».

## Переводы
Фрагмент повести в переводе Пола Э. Ричардсона на английский язык (The Lightest Boat in the World) был опубликован в 2008 году в 3-м выпуске альманаха «Чтения / Chtenia», литературного приложения к журналу Russian Life.

## Адаптации
В 2003 году на «Радио России» вышла радиопостановка по повести в 15 частях: текст читает Александр Быков, композитор и музыкальный продюсер Андрей Попов. Имеются также аудиокниги с исполнением повести другими чтецами.
Одноимённый спектакль по повести был поставлен в 2007 году в московском Молодёжном театра «ТС» при Центре образования № 1679 (режиссёры Георгий Васильев и Василий Бутенко).
6 июня 2018 года в Российском академическом молодёжном театре состоялась премьера музыкального спектакля «Самая лёгкая лодка в мире», авторами которого стали Юлий Ким и Сергей Никитин. Спектакль поставил актёр и режиссёр Алексей Золотовицкий, в главной роли Писателя выступил Александр Девятьяров. Елена Федоренко в отзыве на премьерный показ отметила, что «добрый бесхитростный спектакль „зацепил“ взрослую аудиторию, чья судьба совпала с ростом любимого театра. (…) Подросткам же странствия предков показались наивными и легкомысленными»:

Песни про бамбук и солёный огурец — стихия, не близкая поколению обладателей гаджетов, меж ними и желанием героя стать «морским волком» — дистанция огромного размера. Всё это — приметы ушедшей советской утопии, когда верили в рукотворную базу на Луне и надеялись открыть эликсир бессмертия.